# Грочица
Грочица је речица у насељу Гроцка, настала спајањем Бегаљичког и Заклопачког потока. Од њиховог спајања на улазу у насеље до уливања у Дунав има око један километар.
Њен лагани ток кроз насеље мења се када водостај на Дунаву порасте. Тада постаје река која плави усеве и куће а 1923. године излила се и преко моста и поплавила куће и трговине у Грочанској чаршији.